# 下伊場野村
下伊場野村（しもいばのむら）は、1955年（昭和30年）まで宮城県志田郡南東部にあった村。現在の大崎市三本木伊場野および同市松山下伊場野にあたる。

## 沿革
- 1889年（明治22年）4月1日 - 町村制施行にともない、旧来の下伊場野村単独で村制施行。
- 1955年（昭和30年）4月20日[要検証 – ノート] - 下伊場野村西部[1]が三本木町と合併して新制の三本木町の一部（三本木町大字伊場野）に、下伊場野村東部[2]が松山町と合併して新制の松山町の一部（松山町大字下伊場野）になる。

## 行政
- 歴代村長

| 代 | 氏名         | 就任                      | 退任                       | 備考 |
| -- | ------------ | ------------------------- | -------------------------- | ---- |
| 1  | 今野文平     | 1889年（明治22年）4月23日 | 1896年（明治29年）6月10日  |      |
| 2  | 佐藤春次郎   | 1896年（明治29年）6月12日 | 1902年（明治35年）10月11日 |      |
| 3  | 今野文平     | 1902年（明治35年）12月8日 | 1906年（明治39年）3月14日  | 再任 |
| 4  | 簡野文七     | 1906年（明治39年）3月29日 | 1910年（明治43年）3月25日  |      |
| 5  | 板橋与市     | 1910年（明治43年）3月29日 | 1914年（大正3年）8月31日   |      |
| 6  | 入野田武三郎 | 1914年（大正3年）11月25日 | 1916年（大正5年）2月26日   |      |
| 7  | 板橋与市     | 1916年（大正5年）3月18日  | 1918年（大正7年）1月31日   | 再任 |
| 8  | 今野又治     | 1918年（大正7年）2月27日  | 1923年（大正12年）6月20日  |      |
| 9  | 板橋与市     | 1923年（大正12年）8月4日  | 1926年（大正15年）9月10日  | 三任 |
| 10 | 飯田正七     | 1926年（大正15年）10月2日 | 1927年（昭和2年）10月3日   |      |
| 11 | 入野田武三郎 | 1927年（昭和2年）11月21日 | 1930年（昭和5年）9月30日   | 再任 |
| 12 | 今野通景     | 1930年（昭和5年）11月27日 | 1934年（昭和9年）3月28日   |      |
| 13 | 入野田孟     | 1934年（昭和9年）4月30日  | 1941年（昭和16年）3月29日  |      |
| 14 | 桑添正次郎   | 1941年（昭和16年）4月4日  | 1942年（昭和17年）2月28日  |      |
| 15 | 武藤正治     | 1942年（昭和17年）3月26日 | 1946年（昭和21年）11月25日 |      |
| 16 | 入野田武志   | 1947年（昭和22年）4月5日  | 1948年（昭和23年）1月28日  |      |
| 17 | 今野元治郎   | 1948年（昭和23年）3月4日  | 1955年（昭和30年）3月30日  |      |

## 教育
- 下伊場野村立下伊場野小学校

（中学校は、敷玉村にある敷玉村・下伊場野村組合立協和中学校に通学）